# Знаменск
Знаменск (рус. Знаменск) град је у Русији у Астраханској области. Према попису становништва из 2010. у граду је живело 29401 становника.

## Становништво
| 2002.  | 2010.  |
| ------ | ------ |
| 32.068 | 29.401 |